# Heilwig
Heilwig  è un nome proprio di persona tedesco femminile.

## Varianti in altre lingue
- Finlandese: Hillevi[1]
- Germanico: Hailwic[1]
- Italiano: Elvige
- Svedese: Hillevi[1]

## Origine e diffusione
È composto dalle radici germaniche heil, "felice", "sano", "cordiale" e wig, "guerra"; il secondo elemento è condiviso anche con nomi quali Edvige, Luigi e Wiebe.

## Onomastico
Il nome è adespota, cioè non è portato da alcuna santa, pertanto l'onomastico ricade il 1º novembre, giorno di Ognissanti.

## Persone

### Variante Hillevi
- Hillevi Rombin, modella svedese